# (1159) Granada
(1159) Granada es un asteroide perteneciente al cinturón de asteroides descubierto el 2 de septiembre de 1929 por Karl Wilhelm Reinmuth desde el observatorio de Heidelberg-Königstuhl, Alemania.

## Designación y nombre
Granada fue designado inicialmente como 1929 RD.
Posteriormente se nombró por la ciudad española de Granada.

## Características orbitales
Granada orbita a una distancia media de 2,379 ua del Sol, pudiendo alejarse hasta 2,52 ua y acercarse hasta 2,239 ua. Su inclinación orbital es 13,03° y la excentricidad 0,059. Emplea 1340 días en completar una órbita alrededor del Sol.